# Mistrzostwa Francji w Skokach Narciarskich 2009

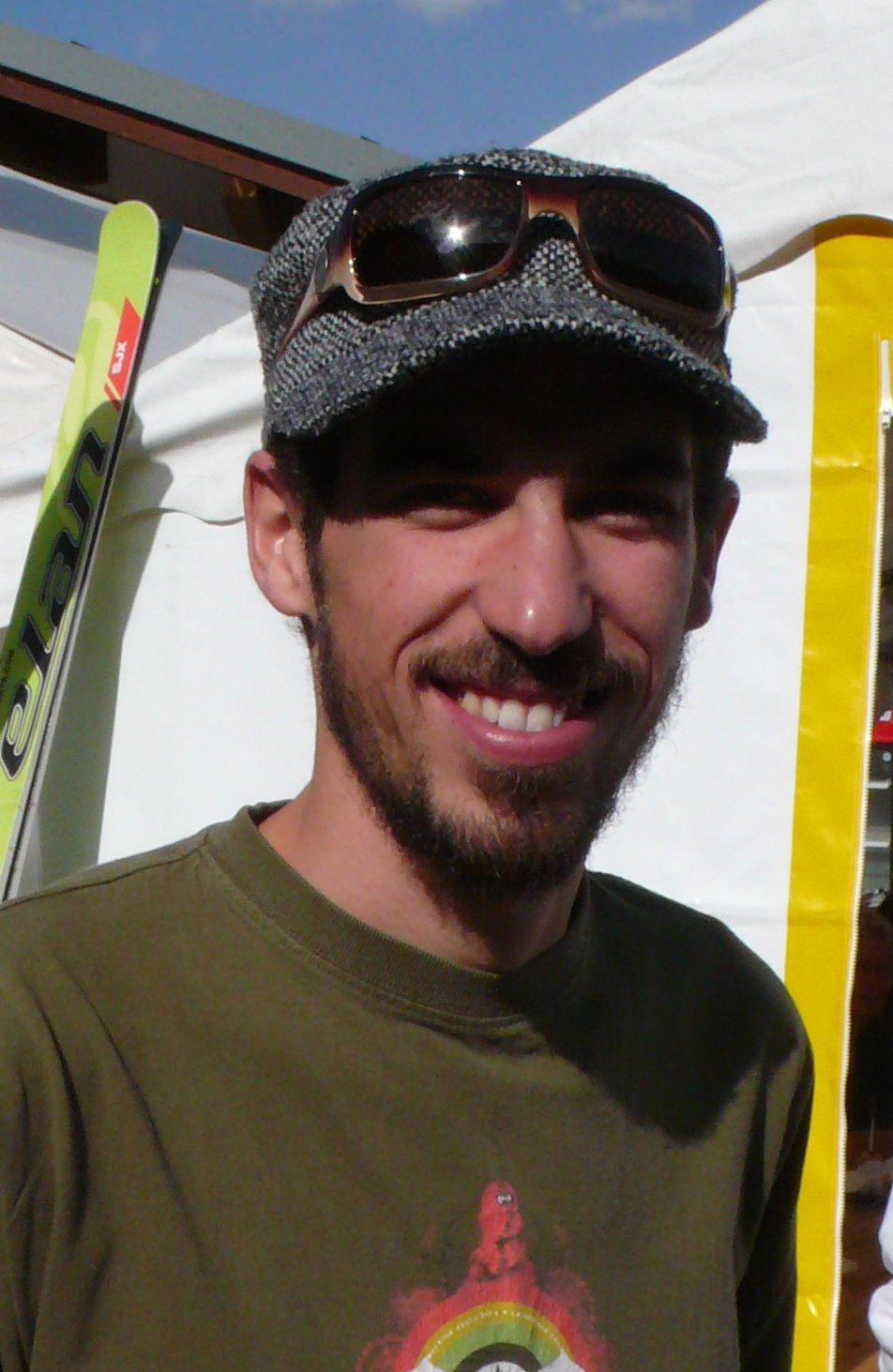
Emmanuel Chedal, złoty medalista Mistrzostw Francji w Skokach Narciarskich 2009.

Mistrzostwa Francji w Skokach Narciarskich 2009 zostały przeprowadzone na normalnej skoczni La Côté Feuillée (HS 100) w Chaux-Neuve. 
Rozegrane zostały dwie konkurencje – indywidualna i drużynowa. 28 marca 2009 przeprowadzono konkurs indywidualny, w którym zwyciężył Emmanuel Chedal, srebrny medal wywalczył Vincent Descombes Sevoie, a na najniższym stopniu podium stanął kombinator norweski Jason Lamy Chappuis. Dzień później w konkursie drużynowym triumfował zespół Mont Blanc I, który zaprezentował się w składzie: Alexandre Mabboux, Jonathan Félisaz, François Braud i Vincent Descombes Sevoie. Zawody drużynowe zakończono po pierwszej serii konkursowej.
W konkursie indywidualnym wzięło udział 51 zawodników, a w konkursie drużynowym – 11 zespołów. Wśród uczestników mistrzostw znalazło się kilka skoczkiń narciarskich, jednak żadna z nich nie zajęła miejsca w czołówce zawodów.

## Wyniki

### Konkurs indywidualny
| Miejsce | Zawodnik                 | Skok 1 | Skok 2 | Nota  |
| ------- | ------------------------ | ------ | ------ | ----- |
| 1.      | Emmanuel Chedal          | 89,5   | 89,5   | 227,5 |
| 2.      | Vincent Descombes Sevoie | 83,5   | 84,5   | 202,0 |
| 3.      | Jason Lamy Chappuis      | 83,0   | 80,0   | 190,5 |
| 4.      | François Braud           | 74,5   | 83,0   | 180,0 |
| 5.      | Alexandre Mabboux        | 79,0   | 78,0   | 176,0 |
| 6.      | Sébastien Lacroix        | 74,0   | 80,0   | 169,5 |
| 7.      | Jonathan Félisaz         | 77,0   | 75,0   | 165,5 |
| 8.      | Nicolas Mayer            | 75,0   | 76,5   | 164,5 |
| 9.      | Jordan Taillard          | 73,0   | 74,5   | 154,5 |
| 10.     | Ronan Lamy Chappuis      | 71,0   | 75,5   | 152,0 |
| 11.     | Samuel Guy               | 69,0   | 75,0   | 146,5 |
| 12.     | Yoann Morel              | 68,5   | 73,5   | 143,5 |
| 13.     | Pierre Emmanuel Robe     | 62,5   | 72,5   | 136,0 |
| 14.     | Geoffrey Lafarge         | 69,0   | 69,5   | 130,5 |
| 15.     | Guillame Berney          | 64,0   | 72,5   | 128,0 |
| 16.     | Maxime Laheurte          | 68,0   | 67,0   | 126,0 |
| 17.     | Jean Louis Arnould       | 62,0   | 72,5   | 124,0 |
| 18.     | Florian Pinel            | 64,0   | 68,5   | 123,5 |
| 19.     | Gautier Airiau           | 65,0   | 68,5   | 122,5 |
| 20.     | Wilfried Cailleau        | 68,0   | 63,0   | 118,5 |
| 21.     | Nicolas Gonthier         | 67,0   | 62,0   | 115,0 |
| 22.     | Maxence Le Borgne        | 63,5   | 67,5   | 113,0 |
| 23.     | Killian Peier            | 65,0   | 64,0   | 110,0 |
| 24.     | Paul Lejeune             | 61,5   | 66,0   | 108,5 |
| 25.     | Coline Mattel            | 57,0   | 70,5   | 105,0 |
| 26.     | Mickael Chapuis          | 60,0   | 65,5   | 102,5 |
| 27.     | Julien Dorme             | 60,0   | 64,0   | 98,5  |
| 28.     | Theo Hannon              | 59,0   | 64,0   | 97,5  |
| 29.     | David Viry               | 59,0   | 63,5   | 97,0  |
| 30.     | Nicolas Martin           | 60,0   | 65,5   | 95,0  |
| 31.     | Bruno Pagnier            | 57,0   | 63,0   | 93,5  |
| 32.     | Yoann Taillard           | 57,0   | 64,5   | 93,0  |
| 32.     | Benjamin Raffort         | 58,0   | 63,5   | 93,0  |
| 34.     | Kevin Nappa              | 58,0   | 62,0   | 91,0  |
| 34.     | Charles Bailly Basin     | 57,5   | 63,5   | 91,0  |
| 36.     | Jeremy Devillers         | 56,0   | 65,5   | 88,5  |
| 37.     | Guillaume Gallaz         | 58,0   | 65,5   | 82,5  |
| 38.     | Antoine Monet            | 52,5   | 62,5   | 79,5  |
| 39.     | Andy Martinelli          | 53,5   | 61,0   | 79,0  |
| 40.     | Gaetan Junique           | 54,5   | 61,0   | 78,5  |
| 41.     | Romain Jacquier          | 53,0   | 61,5   | 76,0  |
| 42.     | Anthony Robert           | 52,5   | 59,5   | 75,0  |
| 43.     | Sebastien Avoine         | 55,5   | 59,5   | 74,0  |
| 44.     | Florian Schwinn          | 56,5   | 57,5   | 73,0  |
| 45.     | Kevin Redon              | 54,5   | 58,0   | 70,0  |
| 46.     | Julien Faivre Rampant    | 53,0   | 57,0   | 68,0  |
| 47.     | Caroline Espiau          | 53,5   | 57,0   | 66,0  |
| 48.     | David Devillers          | 53,0   | 57,0   | 64,5  |
| 49.     | Alex Mougin              | 51,0   | 59,0   | 62,5  |
| 49.     | Edouard Vanini           | 52,5   | 58,0   | 62,5  |
| 51.     | Hugo Buffard             | 53,5   | 53,5   | 54,5  |

### Konkurs drużynowy
| Miejsce | Drużyna                                                                                 | Nota                                                                                   |
| ------- | --------------------------------------------------------------------------------------- | -------------------------------------------------------------------------------------- |
| 1.      | Mont Blanc I Alexandre Mabboux Jonathan Félisaz François Braud Vincent Descombes Sevoie | 484,0 pkt 131,0 pkt (100,0 m) 113,5 pkt (90,5 m) 113,0 pkt (91,5 m) 126,5 pkt (96,0 m) |
| 2.      | Savoie I Nicolas Gonthier Julien Dorme Nicolas Mayer Emmanuel Chedal                    | 447,0 pkt 117,0 pkt (93,5 m) 98,5 pkt (83,5 m) 115,0 pkt (91,0 m) 116,5 pkt (92,0 m)   |
| 3.      | Jura I Jordan Taillard Sébastien Lacroix Ronan Lamy Chappuis Jason Lamy Chappuis        | 441,5 pkt 123,5 pkt (95,5 m) 109,5 pkt (89,0 m) 99,0 pkt (84,0 m) 109,5 pkt (88,5 m)   |